# Шлайфстайн, Джозеф
Джозеф Шлайфстайн (р. 7 марта 1941 года) — польский еврей, в детские годы переживший заключение в концентрационном лагере в Бухенвальде и затем поселившийся в США. Считается самым юным узником Бухенвальда и, возможно, всех нацистских лагерей, пережившим Холокост, так как был освобождён в возрасте четырёх лет.

## Происхождение и жизнь до лагеря

### Имя и фамилия
Фамилия Шлайфштайн / Шлайфштейн на идише означает «точильный камень, оселок», так же, как и по-немецки Schleifstein (Шлайфштайн, старый традиционный вариант передачи Шляйфштайн). Польское написание фамилии: Szlajfsztajn (произносится Шляйфштайн). При рождении ребёнка назвали Юзеф Янек Шляйфштайн. Джозеф Шлайфстайн — американизированный вариант его имени.

### Жизнь в гетто
Юзеф родился у Израиля и Эстер Шляйфштайнов в еврейском гетто в окрестностях Сандомира, Польша, во время немецкой оккупации страны. В июне 1942 гетто было эвакуировано, и он с родителями оказался в Ченстоховском гетто (южная Польша), где они, скорее всего, работали на фабрике. Родители прятали сына в погребах и подвалах, так как нацисты могли забрать детей, слишком маленьких для использования их труда, в газовые камеры Освенцима. Воспоминания о том, как его прятали в детстве, преследовали Джозефа всю жизнь в виде ночных кошмаров и боязни темноты.

## В Бухенвальде
В 1943 году вся семья была депортирована в концлагерь Бухенвальд. По прибытии, родители Юзефа были отправлены направо для использования на работах, а сам он налево, в группу детей и стариков, признанных негодными к труду и подлежащих немедленному уничтожению. Но, как отмечено в документе Джойнта (далее — JDC), который впервые пролил свет на случай Юзефа, «в общей неразберихе построения отец Юзефа нашёл большой мешок и поместил туда своего 2,5-летнего сына, строго предупредив не издавать ни звука». Мешок, в котором также находились инструменты и одежда отца, позволил пронести Юзефа в лагерь незамеченным. Его мать была отправлена в концлагерь Берген-Бельзен. Те, кто оказались посланы налево при распределении, были убиты.
Некоторое время отец Юзефа успешно прятал его от немцев, в чём ему помогали двое других заключённых из числа немецких антифашистов, но в конце концов ребёнок был обнаружен. Однако эсэсовцы прониклись к нему симпатией и сделали своеобразным маскотом лагеря. Для Юзефа была изготовлена маленькая лагерная форма, он принимал участие в утренних поверках, салютуя охране и отчитываясь «Все заключённые на месте». Тем не менее, при инспекциях лагеря нацистскими официальными лицами ребёнка прятали. Сам он после войны утверждал, что однажды чуть не был казнён, но Шляйфштайн-старший снова спас его. Немцы ценили отца Юзефа, так как тот занимался изготовлением сёдел и упряжи для лошадей. Однажды Шлайфстайн вспоминал, что тяжело заболел и какое-то время жил в госпитале лагеря.

## Освобождение

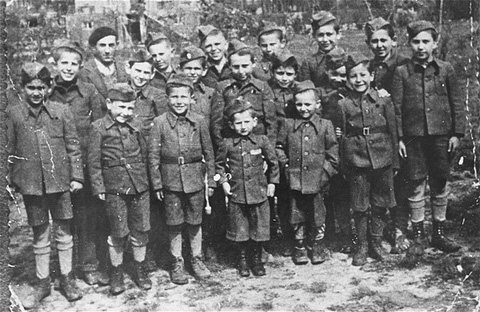
Юзеф (в центре на первом плане) с другими детьми из Бухенвальда после освобождения

12 апреля 1945 отец и сын Шляйфштайны вместе с другим заключёнными были освобождены американцами. Всего солдаты обнаружили в лагере более 21 000 узников, включая около 1000 детей, в основном, подросткового возраста.
После освобождения лагеря Юзеф попал на многие фотографии, включая знаменитое фото на подножке грузовика UNRRA.
Юзефу и другим детям нечего было носить, поэтому их одежду шили из формы немецких солдат.
Воспоминания Шляйфштайна об освобождении были записаны в документе Джойнта в 1947 году. «Юзеф вспоминает, что этот день был радостным по нескольким причинам. Во-первых, потому что ему больше не нужно было прятаться. Во-вторых, потому, что теперь ему доставалось „гораздо больше еды и питья“. И в третьих, Юзеф вспоминает его с большим весельем потому, что американцы множество раз катали его на своих танках и джипах».

## Жизнь после войны
После освобождения отца и сына JDC отправило Шляйфштайнов в Швейцарию для прохождения лечения. Через несколько месяцев они вернулись в Германию, найдя мать в городе Дахау. Семья жила там некоторое время, а потом с помощью Джойнта эмигрировала в США. Он дал интервью журналисту и позировал фотографу в своей форме. В апреле-августе 1947 Джозеф давал показания по делу охранников Бухенвальда. Из 31 охранника, проходившего по этому делу, 22 были приговорены к смерти, остальные к тюремному заключению.
В конце 1940-х годов семья Шляйфштайнов переехала в США и поселилась в Бруклине, где в 1950 году родился второй ребёнок. Израиль Шляйфштайн умер в 1956 году, а его жена Эстер в 1997. Джозеф Шлайфстайн 25 лет работал в AT&T и вышел на пенсию в 1997 году.

### Известность
В течение нескольких десятилетий Джозеф никому, даже своим детям, не рассказывал о том, что он пережил. Однако после выхода кинофильма Роберто Бениньи «Жизнь прекрасна» про ребёнка в концлагере архивист JDC обнаружил записи о Шлейфштейне. JDC и The Jewish Week примерно через месяц поисков обнаружили Шлайфстайна живущим в Нью-Йорке.